# Чернобель
Чернобель — деревня в Заводскослободском сельсовете Могилёвского района Могилёвской области. В 2007-м году на территории деревни находилось 7 хозяйств и 20 жителей.

## Географическое положение
Расположена в 32 км к юго-западу от Могилёва, 11 км от железнодорожной станции Дашковка на линии Могилёв—Жлобин. Рельеф равнинный. Транспортные связи по местной дороге через деревню Досовичи и дальше по шоссе Могилёв—Бобруйск.

## История
Основана в 1920-е годы переселенцами с соседних деревень. С 20.8.1924 года в Досовичском сельсовете Могилёвского района Могилёвского округа (до 26.7.1930), с 20.2.1938 года в Могилёвской области. В 1930-е годы жители посёлка вступили в колхоз. В Великую Отечественную войну с июля 1941 года до 27.6.1944 года оккупирована немецкими войсками. С 6.4.1973 года в Заводскослободском сельсовете. В 1990 году 10 хозяйств, 17 жителей, в составе совхоза «Досовичи» (центр — деревня Досовичи). Планировочно состоит из короткой прямолинейной улицы меридиональной ориентации, застроенной двусторонне, неплотно, традиционными деревянными домами усадебного типа.